# Heng How Meng
Heng How Meng (* 14. Mai 1998 in Singapur) ist ein singapurischer Fußballspieler.

## Karriere
Heng How Meng erlernte das Fußballspielen in der Jugendmannschaft von Hougang United in Singapur. 2018 stand er bei Tanjong Pagar United unter Vertrag. 2019 verpflichtete ihn Hougang United. Der Verein spielte in der ersten Liga, der Singapore Premier League. Sein Erstligadebüt gab der Torwart am 31. März 2019 im Spiel gegen die Young Lions. Am 1. August 2020 trat er seinen Militärdienst bei der Singapore Army an.